# Шпитали
Шпитали (бел. Шпіталі) — деревня в Жабинковском районе Брестской области Белоруссии. Входит в состав Степанковского сельсовета. Население — 99 человек (2019).

## География
Шпитали находятся в 7 км к северу от Жабинки, с севера деревня граничит с агрогородком Степанки. Через деревню проходит местная дорога Олизаров-Став — Степанки. Местность принадлежит бассейну Вислы, рядом с деревней начинается Сехновичский канал со стоком в Мухавец. Ближайшая ж/д станция в Жабинке (линия Брест — Барановичи).

## История
Деревня возникла не позднее второй половины XVII века, монахи из цистерцианского монастыря в Олизаров-Ставе открыли тут больницу, что и определило название деревни (белор. «шпиталь» — госпиталь).
Первыми владельцами поместья был род Пацев, затем имение перешло к Янушкевичам. Около века, с середины XVIII по середину XIX века Шпитали были владением князей Чарторыйских, в середине XIX века имение перешло к Нарбутам, которые построили здесь небольшой деревянный усадебный дом (сохранился).
После третьего раздела Речи Посполитой (1795 год) в составе Российской империи, с 1801 года Шпитали принадлежали Гродненской губернии.
Согласно Рижскому мирному договору (1921) деревня вошла в состав межвоенной Польши, где принадлежала Полесскому воеводству. С 1939 года — в составе БССР.

## Достопримечательности
- Усадьба Нарбутов (вторая половина XIX века). Сохранился деревянный усадебный дом и руины мельницы. От парка остались единичные деревья[5]